# Isotta Fraschini
La Isotta Fraschini è stata una casa automobilistica italiana, attiva dal 1900 al 1949, particolarmente nota per la produzione di autovetture tra le più lussuose e prestigiose nella storia dell'automobile.
I suoi motori equipaggiarono anche numerosi velivoli militari italiani.

## Storia

### Il contesto
L'ultimo decennio del XIX secolo fu caratterizzato dalla grande attenzione delle classi agiate verso le "carrozze senza cavalli", principalmente prodotte in Francia. Per passione tecnico-sportiva o per spirito imprenditoriale, molti giovani rampolli di famiglie nobili o benestanti, decisero di dedicarsi al nuovo settore delle automobili.

### Gli inizi
L'azienda fu fondata il 27 gennaio 1900 a Milano, come Società Milanese d'Automobili Isotta Fraschini & C., ad opera di Cesare Isotta e dei fratelli Oreste, Antonio e Vincenzo Fraschini, ai quali si aggregarono Riccardo Bencetti, Paolo Meda e Ludovico Prinetti, già comproprietario della Prinetti & Stucchi.
Nella sua fase iniziale la Isotta Fraschini svolgeva l'attività di garage, ovvero di rimessaggio, manutenzione, riparazione e vendita di autovetture, principalmente del marchio Renault. 

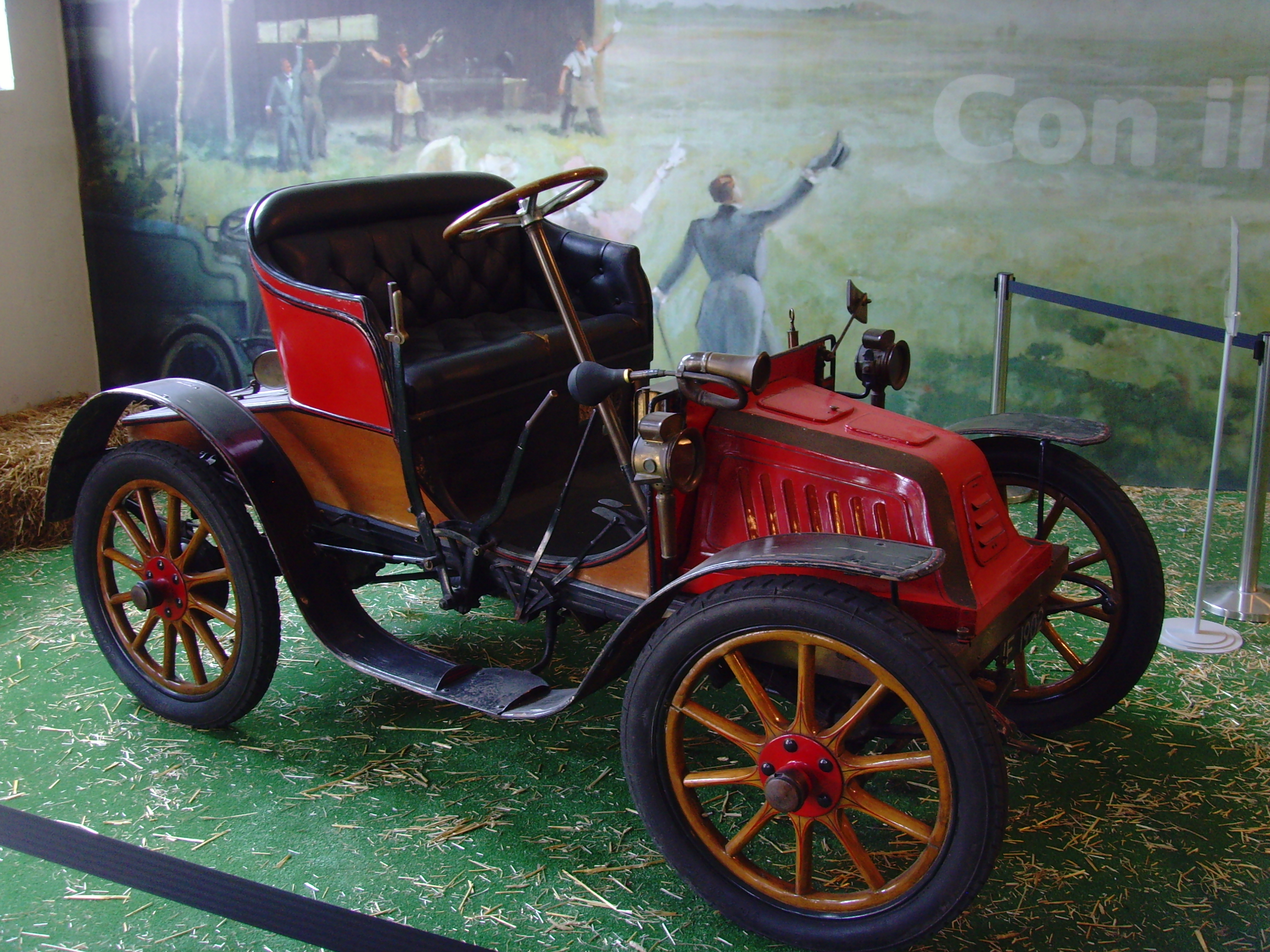
Isotta Fraschini Vettura Leggera 6½ HP del 1902 con motore Aster.

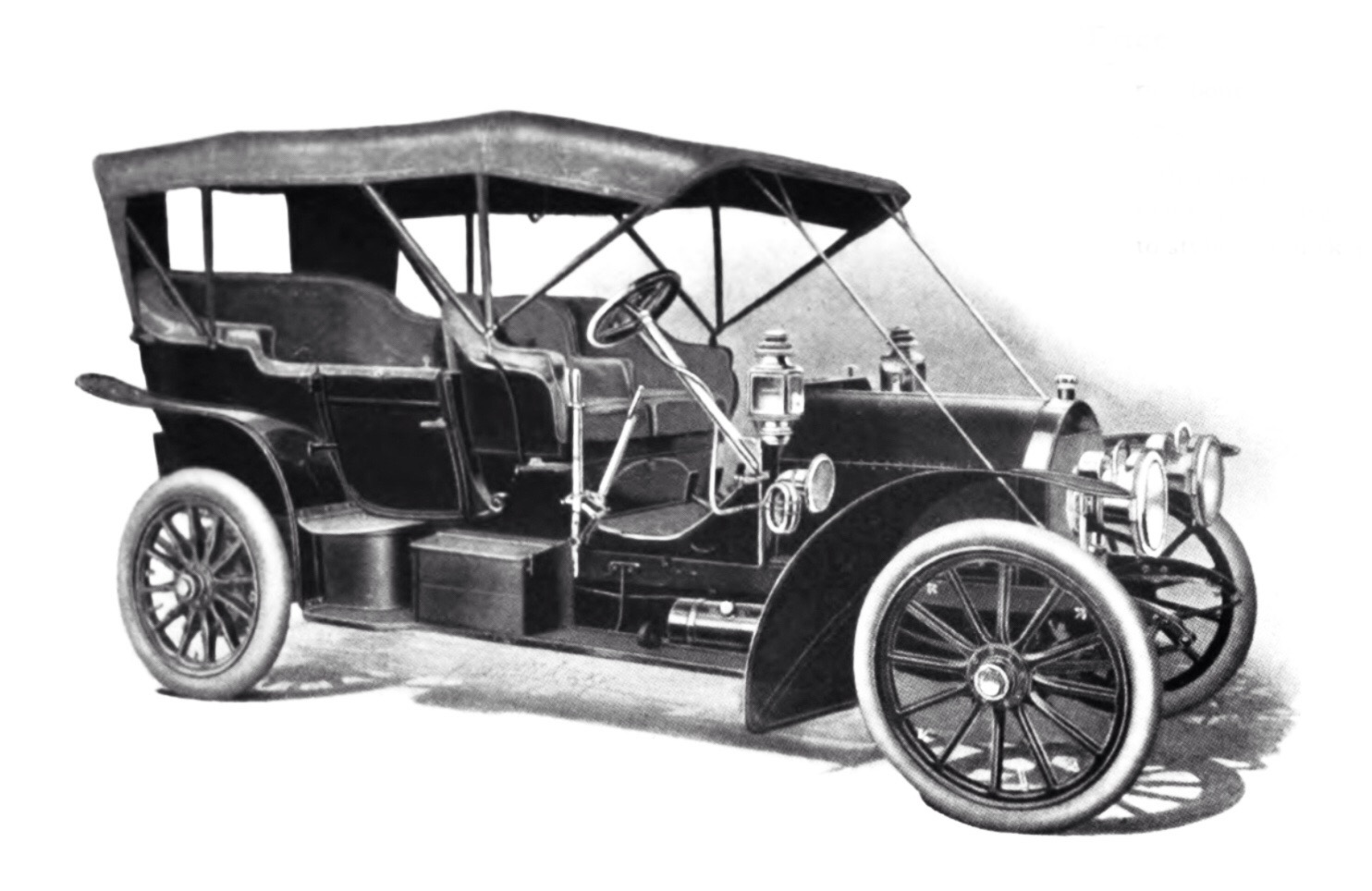
Isotta Fraschini Tipo 28/35 HP (1905-1908).

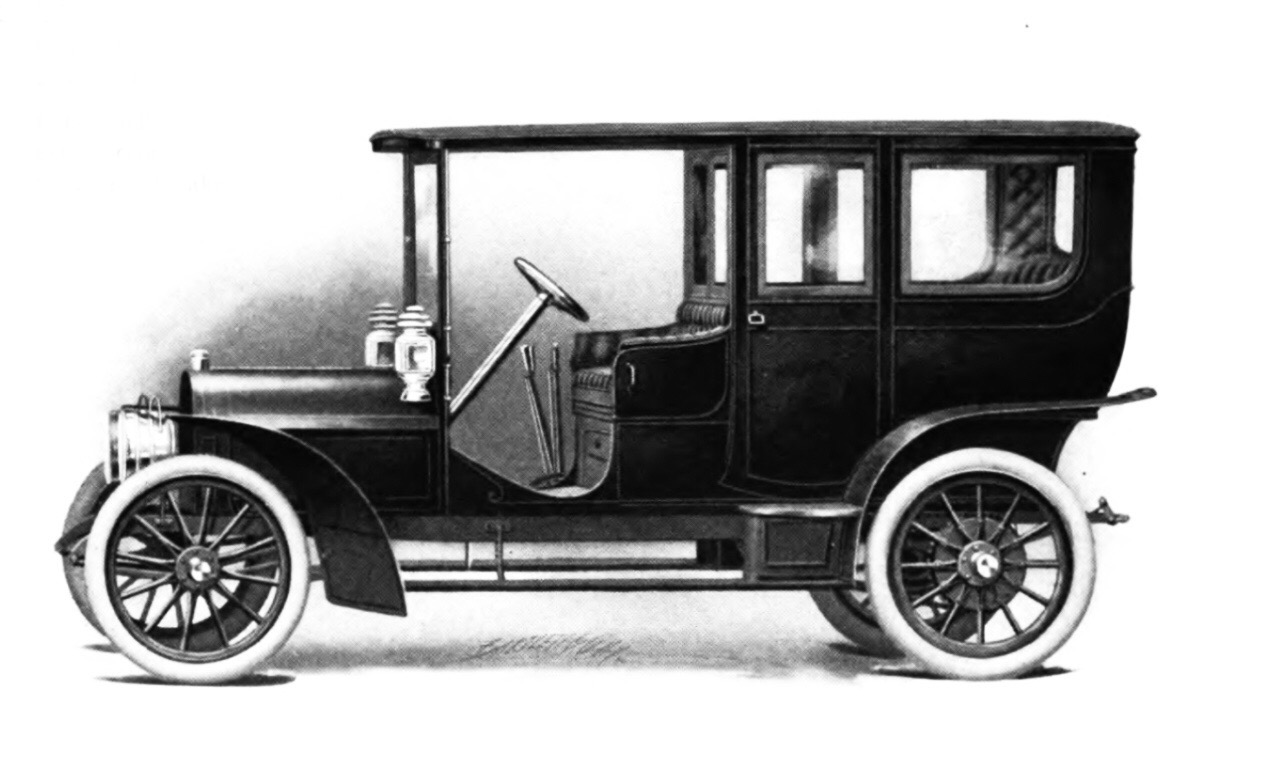
Isotta Fraschini Tipo 50/65 HP (1906-1907).

Le prime automobili prodotte dalla casa milanese, nel 1901, appartenevano al tipo "Vettura Leggera" da 8 HP con motore monocilindrico De Dion-Bouton di 785 cm³ e da 6½ e 8 HP con un motore monocilindrico Aster da 699 cm³. Nel 1902, venne anche realizzata una "Vettura Leggera" con motore Aster bicilindrico di 2251 cm³, della potenza di 12 HP, allo scopo di partecipare alla gara Nizza-Abbazia, poi annullata per ordine delle Autorità italiane. Nel 1903 l'azienda produsse una vettura equipaggiata con motore autocostruito della potenza di 24 HP.
Nel 1905 l'ingegnere Giustino Cattaneo diventò direttore tecnico del marchio milanese e a esso rimarrà legato fino al 1933.
Nel 1907, in seguito a un accordo che prevedeva anche la partecipazione dei francesi al capitale azionario della azienda, De Dietrich acquisì i diritti per la produzione di 500 autotelai Isotta Fraschini. Questo fatto, unito anche ai successi nelle competizioni sportive, ebbe un grande effetto positivo sul prestigio della Casa.
Un altro successo di Isotta Fraschini avvenne nel 1908, quando negli USA una vettura appartenente alla Casa milanese stabilì un record di velocità media: 105 km/h.

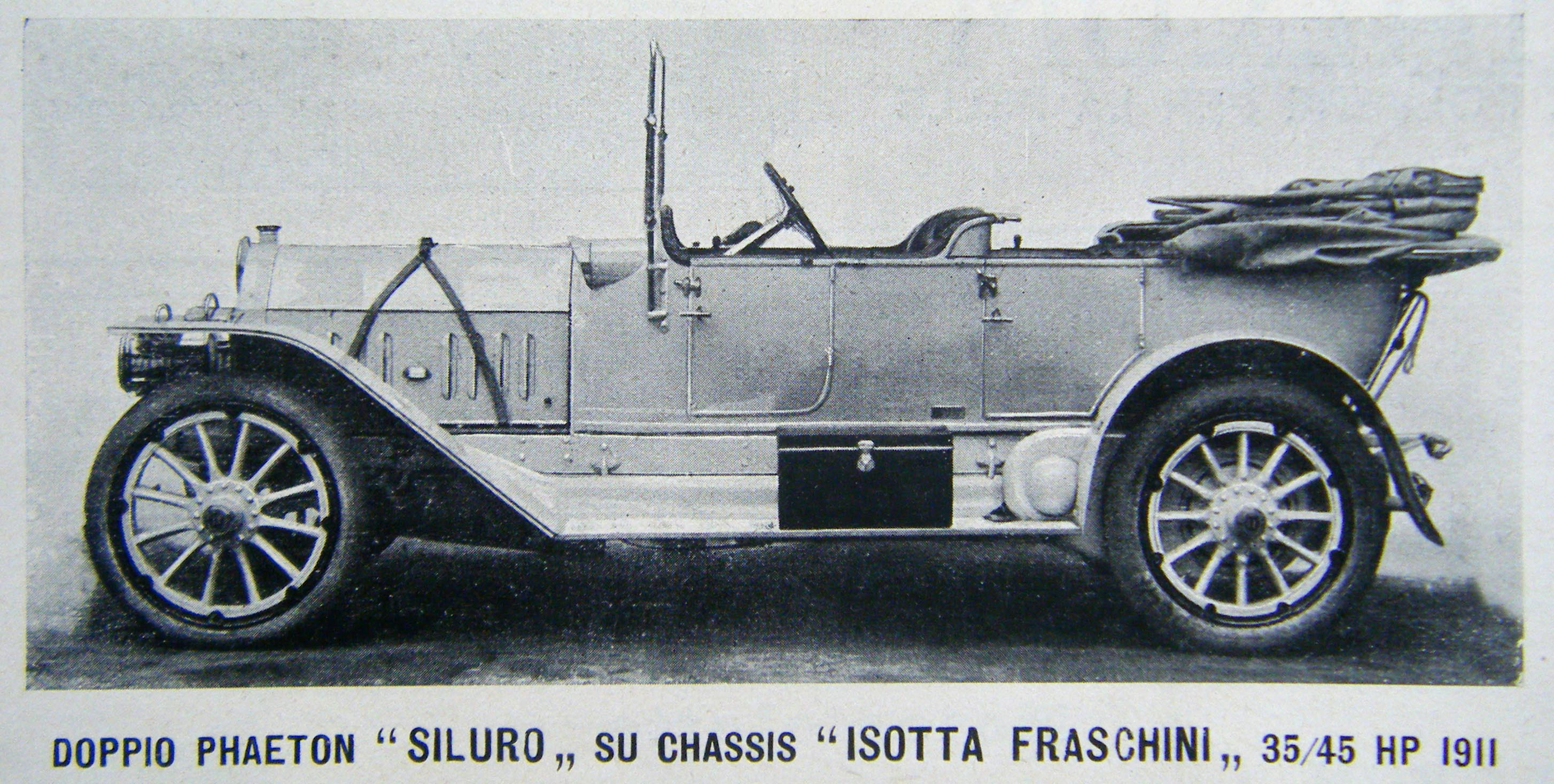
Isotta Fraschini Torpedo 35/45 HP mod. 1911 con trasmissione a catena.

Sempre nel 1908 venne progettata la Tipo FE, un'auto dalle caratteristiche tecniche molto avanzate per l'epoca che suscitò grande interesse, così come ne destò la Tipo KM, un'auto sportiva prodotta dal 1911 al 1914, equipaggiata con un motore di ben 10.618 cm³.
Nel 1910 la fabbrica, prima al mondo, iniziò a inserire sui suoi modelli i freni anche alle ruote anteriori, su progetto dell'ing. Cattaneo.

### Prima guerra mondiale

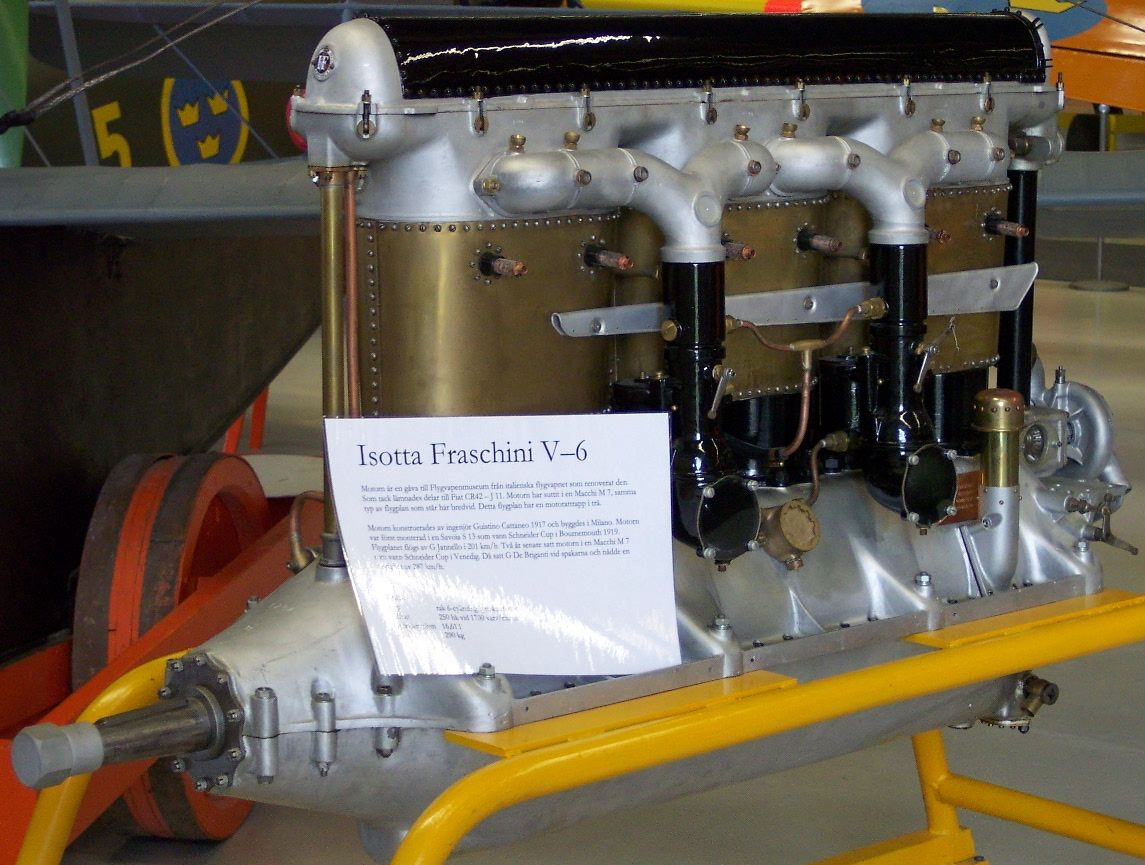
Il motore V6 che equipaggiava i Caproni Ca.45

Intanto, a partire dallo stesso anno i motori Isotta Fraschini iniziarono a equipaggiare ogni mezzo a motore, destinati sia all'impiego militare che sportivo: motori per aerei, dirigibili, motobarche. Durante la prima guerra mondiale l'azienda milanese produsse camion e rimorchi per il trasporto delle truppe, ma anche motoscafi d'assalto MAS.
Dopo la guerra Isotta Fraschini si trovò in gravi difficoltà economiche, come molte altre case automobilistiche. Durante questo periodo entrò in azienda il conte Lodovico Mazzotti, che ebbe in seguito una grandissima importanza per l'Isotta Fraschini.
In questo periodo la Casa milanese si distinse nella realizzazione di un'automobile di fascia molto alta, destinata a una clientela internazionale. 

### Primo dopoguerra

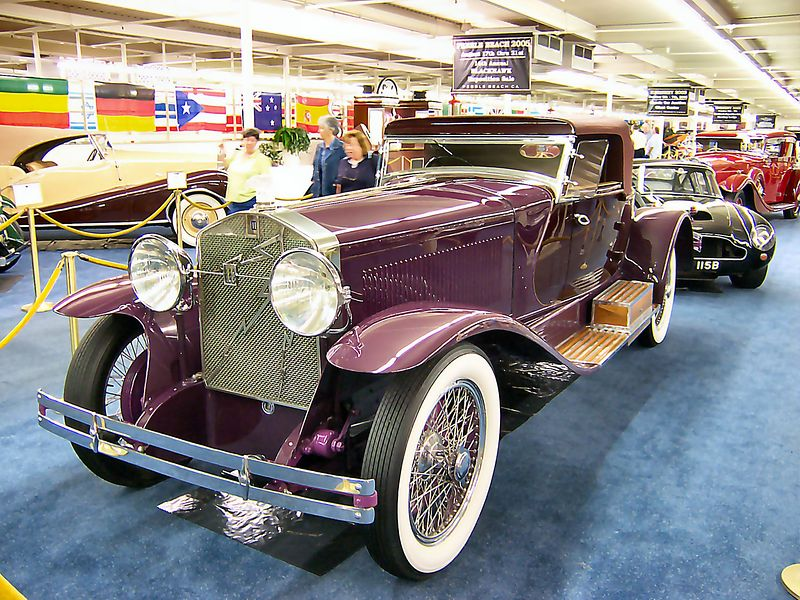
Isotta Fraschini Tipo 8A S LeBaron Boattail Roadster all'Imperial Palace Auto Collections di Las Vegas

Ecco così nel 1919 la Tipo 8, che fu la prima auto ad avere un motore a otto cilindri costruito in serie. La tipo 8 divenne quindi la massima espressione di eleganza in fatto di automobili, divenne l'auto più desiderata al mondo.
Costava circa 150.000 lire e trovò mercato specialmente negli Stati Uniti. Nei primi anni venti le vetture dell'Isotta Fraschini erano comprate da personalità come Gabriele D'Annunzio e Rodolfo Valentino, che spesso ostentava le sue due coupé de ville, che era il modello più esclusivo e costoso; il suo valore di status symbol è mostrato in film come Viale del tramonto. Il 7 settembre 1927 Benito Mussolini ne acquistò ufficialmente una con telaio numero 1.408, come risulta sui registri di fabbrica. La Carrozzeria Garavini carrozzò per lo stesso un esemplare Dorsay limousine. Ufficiosamente il ministero degl'Interni comprò altre due 8A sempre per Mussolini; Umberto di Savoia comprò personalmente un coupé de ville carrozzato a Torino dagli Stabilimenti Farina e il Reale Automobile Club d'Italia di Milano regalò una berlina a papa Pio XI.
Alla morte di Oreste Fraschini, i suoi fratelli e l'avvocato Isotta lasciarono l'azienda, che passò quindi nelle mani del conte Mazzotti (presidente) e di Cattaneo (amministratore delegato). Il 1929, anno del crollo della borsa di New York, vide la crisi della Isotta Fraschini, che fu costretta a svalutare il proprio capitale fino 9 milioni di lire, quando nel 1924 era di 60 milioni; in quel periodo, presidente e amministratore delegato dell'industria milanese, dopo ripetuti viaggi in USA, riuscirono a convincere Henry Ford ad acquistare il pacchetto di maggioranza dell'azienda al prezzo pattuito di 230 lire per ogni azione quindi Ford acquistò 55.000 metri quadrati di terreno a Livorno per edificare un nuovo stabilimento di montaggio, ma le autorità italiane posero il veto dunque Ford decise di continuare la produzione nelle fabbriche milanesi, che sarebbero state ampliate. Nel 1930 l'accordo sembrava raggiunto: mancavano solo le firme sui contratti, ma altri industriali fecero pressioni sul governo per evitare una forte concorrenza.

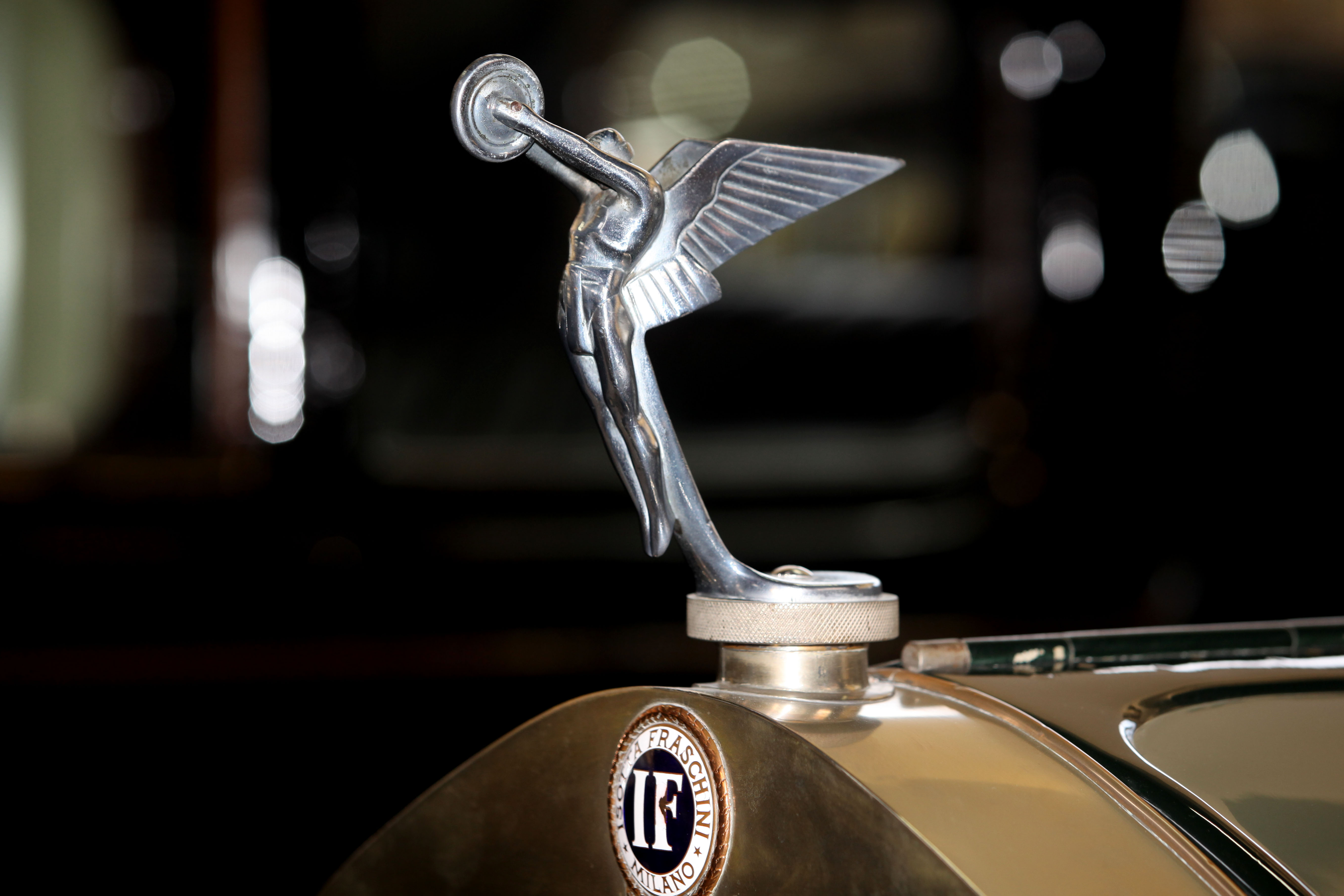
La vittoria alata sulla calandra, simbolo della Isotta Fraschini

Infatti quando Giovanni Agnelli seppe del progetto di Ford, urlò al più fidato collaboratore: ma come, le mie officine languono, i miei operai lavorano 4 o 5 giorni alla settimana e si permette a un costruttore straniero d'impiantarsi in Italia a togliermi l'ultimo boccone di pane? Agnelli si precipitò sul primo treno verso Roma dove incontrò tutti i responsabili governativi; poco dopo fu promulgata la legge Gazzera che così stabiliva: sono vietati nuovi impianti di fabbriche o ampliamenti di quelle esistenti senza previo consenso del Ministero della Guerra. Il tanto sospirato consenso mai arrivò: a quel punto Ford capì la situazione e non volle insistere; con la rinuncia del grande industriale statunitense, l'Isotta Fraschini perse un'occasione irripetibile di eventuale sviluppo produttivo.
Nel 1932 entrò in azienda l'ingegner Giovanni Battista "Gianni" Caproni, che decise di cessare la produzione della seconda versione della tipo 8 e di aumentare quella dei motori diesel su licenza MAN. La Isotta Fraschini entrò così a far parte del Gruppo Caproni. Nel frattempo Cattaneo fu sostituito da Merosi, che aveva lavorato in precedenza in Alfa Romeo e Bianchi mentre direttore generale divenne Prospero Gianferrari anche lui proveniente dall'Alfa Romeo.
Al vecchio stabilimento di Milano-Via Monterosa si aggiunsero, negli anni '30, le fabbriche di Saronno e, successivamente, di Cavaria-Oggiona.
Durante la seconda guerra mondiale la Isotta Fraschini fu decisiva nella produzione di motori aeronautici che equipaggiarono diversi modelli di aerei di Caproni, CANT e Macchi. Produsse anche autocarri (la cui cabina era stata progettata dalla Zagato).

### Secondo dopoguerra e chiusura
Terminata la seconda guerra mondiale, l'azienda milanese decise di ricominciare a produrre modelli di autovetture di lusso. Per questo motivo Fabio Luigi Rapi, designer di automobili e ingegnere, assunse insieme ad Alessandro Baj l'incarico di progettare un nuovo modello dell'Isotta Fraschini. Alla progettazione meccanica pensò Aurelio Lampredi, appena uscito dalla Ferrari e alla quale ritornerà nel 1948. Venne realizzata una nuova macchina a otto cilindri, chiamata 8C Monterosa. Questo modello sorse in un periodo nel quale la Isotta Fraschini era in grande crisi: le ordinazioni aeronautiche erano inesistenti anche se i motori prodotti erano di grande qualità e mancavano i finanziamenti per cominciare la produzione della 8C Monterosa.
Il 25 febbraio 1948 l'azienda fu messa in amministrazione controllata dal Fondo per il Finanziamento dell'Industria Meccanica, principale creditore della Isotta Fraschini ed il 24 settembre 1949 fu nominato il liquidatore giudiziale. La produzione automobilistica venne così interrotta.
Il marchio Isotta Fraschini, per quanto riguarda il settore motoristico, venne usato dal 1955 dalla Fabbrica Automobili Isotta Fraschini e Motori Breda S.p.A. di Saronno, poi Isotta Fraschini Motori con sede a Bari.

## Tentativi di rilancio
A Gioia Tauro si è cercato con un ambizioso piano di far resuscitare il marchio automobilistico, dopo che la Carrozzeria Fissore lo aveva rilevato nel 1993 da Finmeccanica; grazie a contributi statali si decise di produrre una vettura di alta classe e grandi prestazioni da destinare ai mercati stranieri dove Isotta Fraschini godeva ancora di buona fama.
Verranno prodotti due modelli di auto: la prima fu la T8 (derivata dalla Audi A8 e che riprende il nome di un'auto gloriosa della Isotta del 1919) con motore anteriore 8 cilindri a V da 4172 cm³, 300 cv a 6000 giri al minuto, quattro marce+retromarcia, freni a disco e sospensioni a ruote indipendenti e velocità massima autolimitata a 250 km/h.
La carrozzeria in alluminio era disegnata da Tom Tjaarda (autore anche della De Tomaso Pantera), e la vettura fu presentata ufficialmente al salone di Parigi del 1998.
Ne furono però prodotti solo quattro esemplari: due col motore Audi (una rossa e una gialla) e due col motore Ford Mustang (una bianca e l'altra blu).
L'altro modello, la T12, prodotta in esemplare unico, era una berlinetta a quattro posti dotata del motore Audi 12 cilindri e venne esposta insieme alla T8 al salone di Parigi del 1998 come esemplare statico.
Nel 1998 Audi acquistò però la Lamborghini e abbandonò il progetto comune con la Fissore; nel 1999 venne definitivamente abbandonato.
La società non entrò mai in produzione e chiuse per bancarotta nello stesso anno.
Nel 2000, dopo 100 anni dalla nascita, un gruppo di economisti italiani ha acquisito i diritti sul marchio e hanno fondato una nuova società, denominata Isotta Fraschini Milano, nonché una Fondazione Culturale, denominata Intrepida Fides.

### Il ritorno del marchio nel 2018
Nel novembre 2018 una cordata di imprenditori milanesi, assieme all’imprenditore petrolifero colombiano Franck Kanayet Yepes, costituiscono la Isotta Fraschini Milano Fabbrica Automobili.
Dopo un periodo in cui ha dato vita al progetto di una Hyperlimousine elettrica, i soci ed il management hanno deciso di fare rivivere il marchio ripartendo dal mondo delle corse. Tale progetto ha coinciso con un cambio della compagine societaria (la cui maggioranza è oggi detenuta da imprenditori italiani), con il trasferimento della sede a Milano e con la scelta di Michelotto Engineering per lo sviluppo della Le Mans Hypercar, da utilizzare nel Campionato del mondo endurance FIA.
Il 28 febbraio 2023 l'azienda ha presentato presso la sede dell'Automobile Club di Milano la Tipo 6 LMH Competizione, che l'iscrive nel WEC dalla stagione 2024. È stato inoltre presentato il piano industriale dell'azienda che partendo dalla base della Tipo 6 Competizione prevede la costruzione e la vendita di autovetture dedicate ai gentleman driver per l'utilizzo in pista e altre per l'utilizzo in strada. Il 27 novembre viene annunciata ufficialmente la partecipazione del marchio italiano al Campionato del mondo endurance FIA con una sola Tipo 6 LMH con il supporto del Team Duqueine.
A guidare l'azienda vi sono il Presidente Alessandro Fassina, l'Amministratore Delegato Enzo Panacci e l'ex manager di Ferrari e Peugeot Claudio Berro, in qualità di delegato per il motorsport.

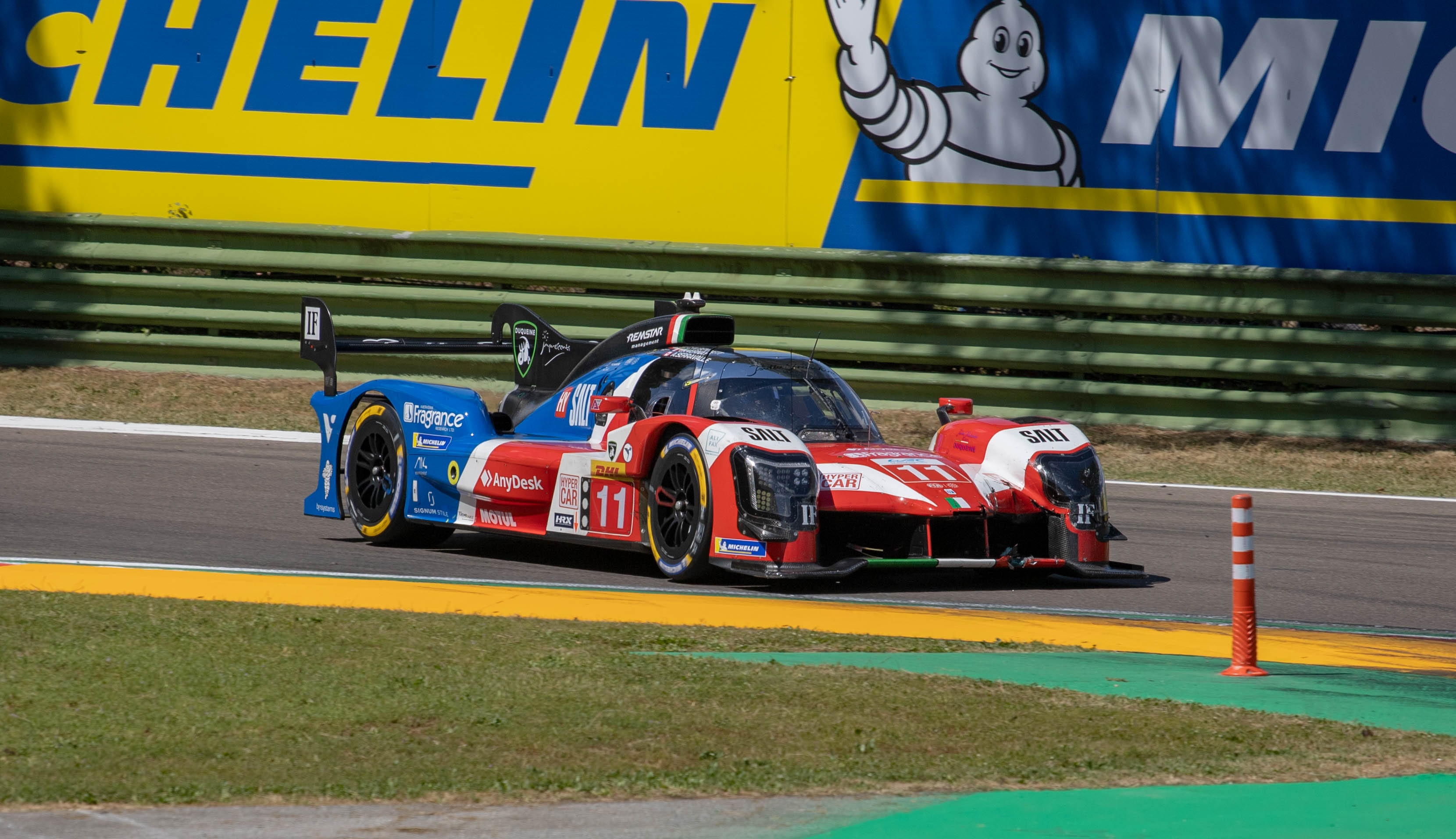
Isotta Fraschini Tipo 6 LMH, impegnata nella stagione 2023-24 del WEC

Il team esordisce nel WEC con l'Isotta Fraschini Tipo 6 LMH-C durante la 1812 km del Qatar 2024, nello stesso anno prende parte anche alla 6 Ore di Imola, alla 6 Ore di Spa-Francorchamps, alla 24 Ore di Le Mans e alla 6 Ore di San Paolo. Purtroppo prima della Lone Star Le Mans, il marchio decide di chiudere anzitempo la stagione saltando le ultime tre corse della stagione.

## Omaggi
A Milano sono state intitolate una via a Cesare Isotta e un'altra ai fratelli Fraschini, entrambe nel quartiere residenziale Le Terrazze.
Il brano musicale Isotta, scritto da Sergio Bardotti e Pippo Caruso, e interpretato da Pippo Franco nel 1977 è dedicato alle gloriose auto "Isotta Fraschini".

## Veicoli
Automobili da strada
- Tipo Runabout 1902 (1901)
- Isotta Fraschini Tipo 28/35 HP (1905-1908) [16]
- Isotta Fraschini Tipo 50/65 HP (1906-1907) [17]
- FENC (1908)
- Tipo KM (1910 - 1914)
- Tipo TM/TC (1912 - 1914)
- Tipo 8 (1919 - 1924)
- Tipo 8A (1924 - 1931)
- Tipo 8B (1931 - 1936)
- Tipo 8C Monterosa (1947 - 1949)

Automobili da competizione
- Tipo D (1905)
- Tipo FE (1908)
- Tipo IM (1913)
- Tipo 6 Competizione (2023)

Autocarri
- D65 (1940-1955)
- D70M (1935)
- D80 (1934-1955)

Filobus
- TS 40F1
- F1